# Эльсфьорд

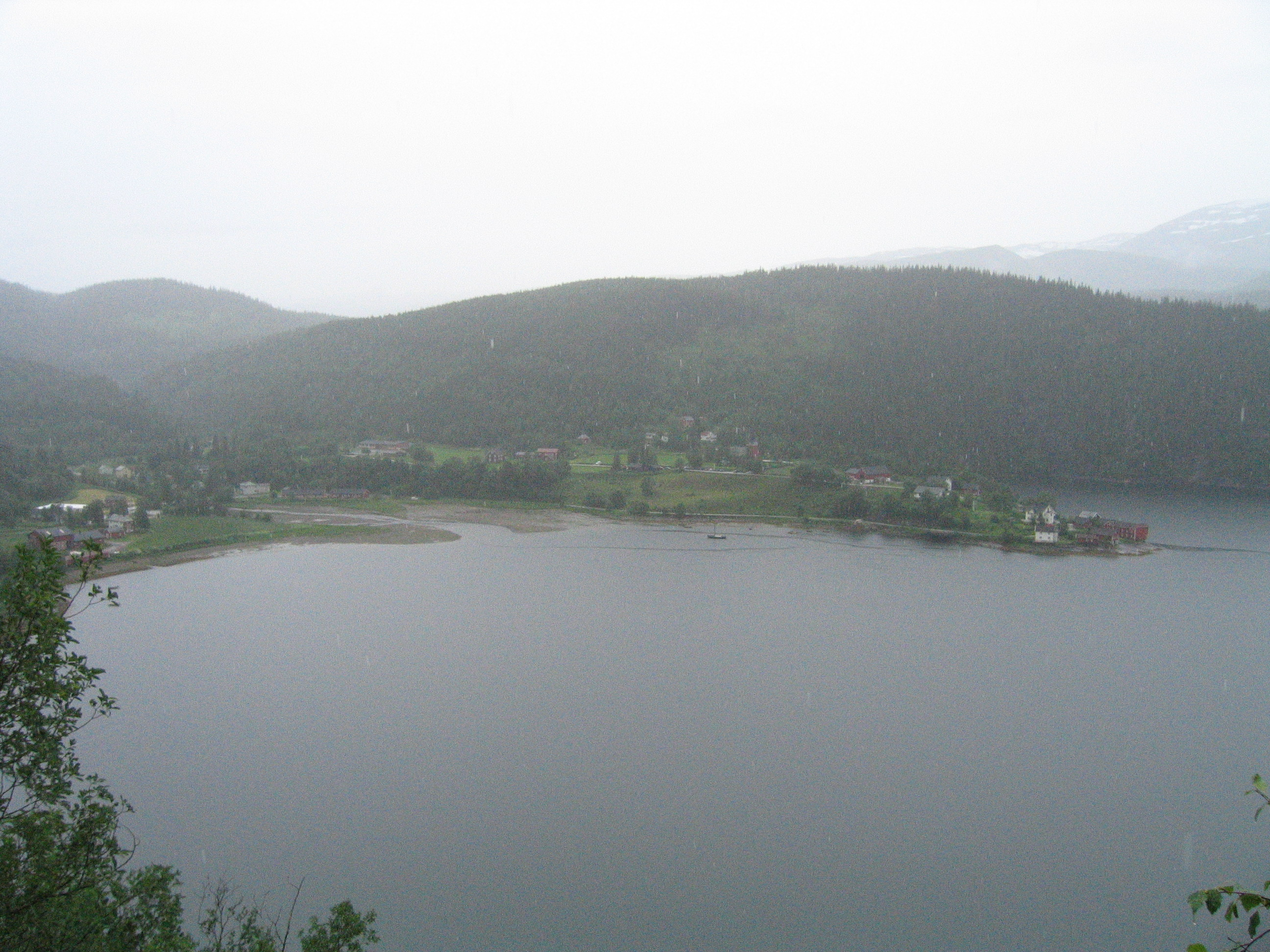
Эльсфьорд

Эльсфьорд (норв. Elsfjord) — бывшая коммуна в фюльке Нурланн, Норвегия.
Коммуна была отделёна от Хемнеса 1 июля 1929 года. Население на тот момент составляло 765 человек. 1 января 1962 года она была объединена с коммуной Вефсн. Во время объединения население составляло 920 человек.